# Give Me a Sign
Singles par Remady
No Superstar
(2010) Do it on My Own
(2010)
Singles par Manu-L
No Superstar
(2010) Do it on My Own
(2010)
Pistes de No Superstar - The Album
Need 2 Show You And Me
Give Me a Sign est une chanson du DJ suisse Remady en collaboration avec Manu-L sortie le 19 avril 2010. 2e single extrait de l'album No Superstar - The Album, la chanson se classe dans le top 20 en France et en Suisse.

## Clip vidéo
Le clip est en ligne le 17 mai 2010 sur le site de partage YouTube sur le compte du label Happy Music. D'une durée de 3:55, le clip a été visionné plus de 7,9 millions de fois. On y voit au début du clip un clin d’œil au clip précédent No Superstar, le clip de Give Me a Sign est aussi en noir et blanc, le DJ Remady et le chanteur Manu-L apparaissent dans le clip.

## Liste des pistes
Promo
1. Give Me A Sign (Original Mix)	- 6:07
2. Give Me A Sign (Radio Edit) - 3:14
3. Give Me A Sign (Video Edit) - 3:48

## Classements par pays
| Classement (2010)                       | Meilleure position |
| --------------------------------------- | ------------------ |
| France (SNEP)                           | 11                 |
| Suisse (Schweizer Hitparade)            | 11                 |
| Autriche (Ö3 Austria Top 40)            | 55                 |
| Belgique (Wallonie Ultratop 50 Singles) | 46                 |